# Monte Gorramendi
El monte Gorramendi es una cumbre del Pirineo español que alcanza los 1074 metros de altura. Se encuentra situado en el valle de Baztán, dentro de la Comunidad Foral de Navarra. Entre 1959 y 1966 existió en este lugar una base militar norteamericana que fue derruida en el año 1978.

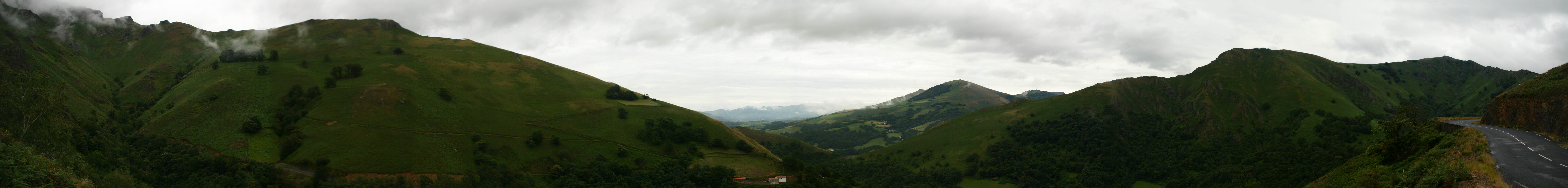
Panorámica desde el monte Gorramendi

## Acceso
Se puede acceder al Monte Gorramendi a través de una carretera de 11 km de largo que parte del puerto de Otsondo (NA-2655).

## Cimas próximas
En las proximidades del Gorramendi se encuentran otras cimas que forman parte del mismo macizo montañoso (macizo de Gorramendi):
- Aizpiza: 969 metros.
- Gerestegi, también llamada Otanarte: 1079 metros.
- Goramakil: 1090 metros.